# Aplonis fusca
El estornino de Norfolk (Aplonis fusca) es una especie extinta de ave paseriforme de la familia Sturnidae endémica las islas de Norfolk y de Lord Howe. La especie fue descrita en 1836 por John Gould. En 1928 el ornitólogo australiano Gregory Mathews reconoció que el plumaje de la raza de la isla de Lord Howe era mucho más café y más grisácea que el plumaje de la raza de la isla Norfolk y dividió las especies en dos formas, el estornino de Norfolk (Aplonis fusca fusca), y el estornino de Lord Howe (Aplonis fusca hulliana). Ambas subespecies se han extinguido, por lo tanto, la especie en general también.

## Extinción
La población existente en la Isla de Lord Howe se extinguió probablemente por la llegada de la rata negra (Rattus rattus) a la isla en 1918. Las causas de la desaparición de la especie en la Isla Norfolk no está tan clara, ya que las ratas no fueron introducidas en ella hasta 1940. Posiblemente su extinción se debió a la destrucción de su hábitat. Si sobrevivieron hasta 1940 sin ser redescubiertos, la introducción de estas ratas podría haber terminado de destruir su población.